# Le Roy (wieś)
Le Roy – wieś w Stanach Zjednoczonych, w stanie Nowy Jork, w hrabstwie Genesee.